# エミリーの恋愛バイブル
エミリーの恋愛バイブル（原題:Emily's Reasons Why Not）は、2006年にABCで放送されたコメディシリーズ。ABCではパイロット以外は放送されなかったが、日本ではFOXライフで2007年に放送された。

## キャスト
- ヘザー・グレアム：エミリー・サンダース
- ナディア・ダジャニ：レイリー
- カリー・ペイトン：ジョッシュ
- スミス・チョー：ギリター・チョー

## エピソード
1. Pilot
2. Why Not to Date Your Gynecologist（ABC未放送）
3. Why Not to Cheat on Your Best Friend（ABC未放送）
4. Why Not to Date a Twin（ABC未放送）
5. Why Not to Hire a Cute Male Assistant（ABC未放送）
6. Why Not to Look at Bridal Magazines（ABC未放送）
7. Why Not to Invite Your Vacation Date Home（ABC未放送）

| スタブアイコン | サブスタブ | この項目は、まだ閲覧者の調べものの参照としては役立たない、テレビ番組に関連した書きかけの項目です。この項目を加筆・訂正などしてくださる協力者を求めています（P:テレビ/PJ:放送または配信の番組）。 |